# Loxomorpha
Loxomorpha is een geslacht van vlinders van de familie van de grasmotten (Crambidae), uit de onderfamilie van de Spilomelinae. De wetenschappelijke naam en de beschrijving van dit geslacht werden in 1956 voor het eerst gepubliceerd door Hans Georg Amsel.

## Soorten
- L. amseli Munroe, 1995
- L. cambogialis (Guenée, 1854)
- L. flavidissimalis (Grote, 1877 )
- L. pulchellalis (Dyar, 1922)